# Новорепное
Новорепное — село в Ершовском районе Саратовской области, административный центр сельского поселения Новорепинское муниципальное образование.
Село расположено на правом берегу реки Большой Узень в 40 км южнее районного центра город Ершов.

## История
Казённое село Новорепное упоминается в Списке населенных мест Российской империи по сведениям 1859 года. В 1859 году в слободе проживало более 3,2 тысяч жителей, имелась православная церковь, сельское училище, почтовая станция, проводилась ярмарка. Село относилось к Новоузенскому уезду Самарской губернии.
В Списке населённых мест Самарской губернии по сведениям за 1889 год указано, что в селе проживали русские, мордва и поляки, всего 5867 человек
Согласно Списку населённых мест Самарской губернии 1910 года село относилось к Новорепинской волости, здесь проживало 3568 мужчина и 3547 женщин, село населяли бывшие государственные крестьяне, преимущественно русские, православные и сектанты, в селе имелись церковь, церковно-приходская и 3 земские школы, 2 библиотеки, почтовое отделение, земская станция, волостное правление, 2 кожевенных завода, 25 ветряных мельниц, приёмный покой (больница), проводились 3 ярмарки, по воскресеньям базары, работали врач, фельдшер, акушерка, урядник, ветеринарный фельдшер.
В 1919 году в составе Новоузенского уезда село включено в состав Саратовской губернии.
С 1935 по 1960 год являлось районным центром Новорепинского района Саратовской области.

## Население
Динамика численности населения по годам:
| 1859 | 1889 | 1897 | 1910 | 2002 |
| ---- | ---- | ---- | ---- | ---- |
| 3250 | 5867 | 6118 | 7115 | 1962 |

| 1939 | 1959  | 2002  | 2010 |
| ---- | ----- | ----- | ---- |
| 3124 | ↘2400 | ↘1137 | ↘828 |